# Револвер
Револвер (от английски: revolve – въртя) е многозарядно огнестрелно оръжие за близък бой, с въртящ се по оста си барабан. Барабанът изпълнява функцията на пълнител. Барабанът има няколко камери (гнезда), в които се поставят боеприпасите, при това, при изстрела, поредната камера служи за патронник към цевта на оръжието.
Обикновено вместимостта на барабаните е от 5 до 8 патрона. Дължината на цевите им се дава в инчове – 2, 3, 4, 5, 6, 7 и 8 (най-дълга).